# Miss Italia nel Mondo
Miss Italia nel Mondo (pt: Miss Itália no Mundo) foi um concurso de beleza feminino internacional de prestígio e renome realizado anualmente na Itália. O objetivo era promover a beleza e simpatia de dezenas de candidatas com origem italiana de diversos países. Com o falecimento do idealizador e diretor do concurso, Enzo Mirigliani, a competição foi descontinuada devido à falta de interesse de empresários, patrocinadores e mídia local. A última edição ocorreu em 2012, tendo como vitoriosa a argentina Aylen Maranges e o Brasil como campeão de títulos, obtendo quatro (4) desde 1991.

## Histórico

### Vencedoras
Abaixo constam todas as vencedoras do certame:
| Ano  | País                 | Vencedora           | I  | A    | Cidade Natal  | R      | Local da Final      |
| 1991 | África do Sul        | Barbara Bernardi    | 17 | 1.80 | Joanesburgo   | [ 1 ]  | Salsomaggiore Terme |
| 1992 | Austrália            | Erika Verolin       | 22 | 1.75 | Sydney        | [ 2 ]  | Salsomaggiore Terme |
| 1993 | Alemanha             | Bianca Gagliardi    | 18 | 1.80 | Berlim        | [ 3 ]  | Salsomaggiore Terme |
| 1994 | Uruguai              | Claudia Cremonese   | 18 | 1.74 | Montevidéu    | [ 4 ]  | Salsomaggiore Terme |
| 1995 | Brasil               | Ana Letícia Rizzon  | 18 | 1.78 | Caxias do Sul | [ 5 ]  | Salsomaggiore Terme |
| 1996 | Suíça                | Luana Spagnolo      | 21 | 1.75 | Wil           | [ 6 ]  | Salsomaggiore Terme |
| 1997 | Suíça                | Loredana La Rosa    | 19 | 1.72 | Schlieren     | [ 7 ]  | Salsomaggiore Terme |
| 1998 | Brasil               | Rudialva Vigolo     | 18 | 1.76 | Farroupilha   | [ 8 ]  | Salsomaggiore Terme |
| 1999 | Etiópia              | Ambra Gullà         | 20 | 1.72 | Addis Abeba   | [ 9 ]  | Salsomaggiore Terme |
| 2000 | Venezuela            | Barbara Clara       | 19 | 1.75 | Maturín       | [ 10 ] | Salsomaggiore Terme |
| 2001 | Estados Unidos       | Valentina Patruno   | 19 | 1.72 | Caracas       | [ 11 ] | Salsomaggiore Terme |
| 2002 | Colômbia             | Catalina Acosta     | 24 | 1.74 | Bogotá        | [ 12 ] | Salsomaggiore Terme |
| 2003 | Holanda              | Stephanie Francesca | 17 | 1.80 | Tilburgo      | [ 13 ] | Salsomaggiore Terme |
| 2004 | Venezuela            | Silvana Santaella   | 21 | 1.74 | Caracas       | [ 14 ] | Salsomaggiore Terme |
| 2005 | Filipinas            | Mara Morelli        | 19 | 1.75 | Nassau        | [ 15 ] | Salsomaggiore Terme |
| 2006 | Brasil               | Karina Michelin     | 25 | 1.76 | Botucatu      | [ 16 ] | Salsomaggiore Terme |
| 2007 | Suíça                | Antonella Carfi     | 18 | 1.72 | Berna         | [ 17 ] | Jesolo              |
| 2008 | Paraguai             | Fiorella Migliore   | 19 | 1.71 | Assunção      | [ 18 ] | Jesolo              |
| 2009 | Moldávia             | Diana Curmei        | 19 | 1.73 | Chișinău      | [ 19 ] | Jesolo              |
| 2010 | República Dominicana | Kimberly Castillo   | 21 | 1.80 | Higüey        | [ 20 ] | Jesolo              |
| 2011 | Brasil               | Sílvia Novais       | 24 | 1.77 | Salvador      | [ 21 ] | Reggio di Calabria  |
| 2012 | Argentina            | Aylen Maranges      | 25 | 1.70 | Rosário       | [ 22 ] | Montecatini Terme   |

### Títulos por País

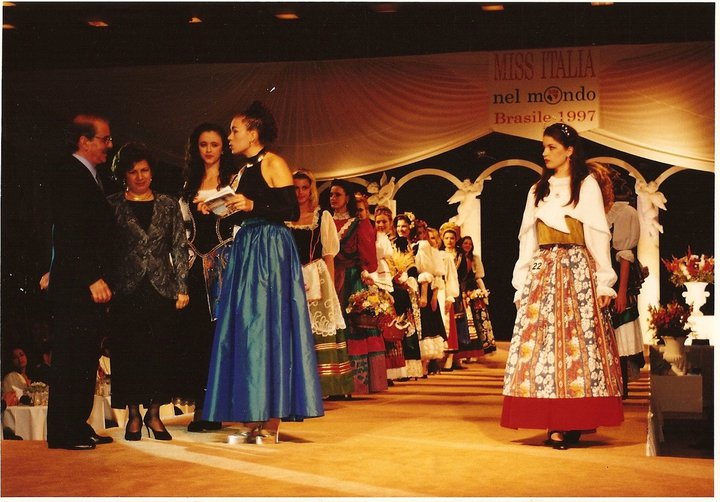
A final nacional do Miss Italia nel Mondo etapa Brasil em 1997.

| País                 | Qtde | Vitórias               |
| Brasil               | 4    | 1995, 1998, 2006, 2011 |
| Suíça                | 3    | 1996, 1997, 2007       |
| Venezuela            | 2    | 2000, 2004             |
| Argentina            | 1    | 2012                   |
| República Dominicana | 1    | 2010                   |
| Moldávia             | 1    | 2009                   |
| Paraguai             | 1    | 2008                   |
| Filipinas            | 1    | 2005                   |
| Holanda              | 1    | 2003                   |
| Colômbia             | 1    | 2002                   |
| Estados Unidos       | 1    | 2001                   |
| Etiópia              | 1    | 1999                   |
| Uruguai              | 1    | 1994                   |
| Alemanha             | 1    | 1993                   |
| Austrália            | 1    | 1992                   |
| África do Sul        | 1    | 1991                   |

### Títulos por Continente
| Continente | Qtde | Último País Vitórioso |
| Américas   | 12   | Argentina (2012)      |
| Europa     | 6    | Moldávia (2009)       |
| Ásia       | 1    | Filipinas (2005)      |
| África     | 1    | Etiópia (1999)        |
| Oceania    | 1    | Austrália (1992)      |

### Dados sobre as Candidatas
- Luana Spagnolo (1996) participou do Big Brother da Itália, o Grande Fratello 2 e desistiu de ficar confinada.

- Rudialva Vigolo (1998) casou-se, teve um filho e hoje é cerimonialista da Secretaria do Planejamento de Farroupilha.[23]

- Ambra Gullà (1999) disputou o Miss Atlántico Internacional 2001, não obtendo classificação.

- Barbara Clara (2000) disputou o Miss Venezuela 2004 e ficou em 5º. lugar e ganhou o "Miss Simpatia".

- Valentina Patruno (2001) disputou o Miss Venezuela 2003 e ficou em 2º. lugar. No Miss Mundo 2003 parou no Top 20.

- Catalina Acosta (2002) ganhou o Miss Colômbia 1999 e parou no Top 10 do Miss Universo 2000.

- Silvana Santaella (2004) disputou o Miss Venezuela 2003 e ficou em 4º lugar. Quatro anos depois disputou o Miss Terra e ficou em 3º lugar.

- Antes de vencer o concurso, Karina Michelin (2006) já tinha um filho. Ela ficou famosa na Itália, onde reside e atua como apresentadora de TV.

- Fiorella Migliore (2008) disputou o Miss Paraguai 2012 e ficou em 2º lugar. Disputou o Miss Mundo 2012 e parou no Top 30.

- Kimberly Castillo (2010) ganhou o Miss República Dominicana 2014 e disputou o Miss Universo 2014, não obtendo classificação.

- Sílvia Novais (2011) nascida na Bahia, foi Miss São Paulo 2009[24] e parou no Top 15 do Miss Brasil 2009. Sofreu racismo após sua vitória na Itália.[25]